# Atlas Comics
Pour les articles homonymes, voir Atlas.
Atlas Comics est une maison d'édition américaine créée par Martin Goodman en 1951. Elle a repris l'activité de Timely Comics avant d'être elle-même remplacée par Marvel Comics et fut l'une des principales maisons d'édition de bandes dessinées américaines appelées comic books.
Son stock appartient à Marvel mais Goodman a gardé les droits sur le nom « Atlas Comics » lorsqu'il a vendu Marvel vers 1970 et créée une seconde maison d'édition référencée par les spécialistes sous le nom de Atlas/Seaboard Comics car les publications estampillée Atlas Comics étaient publiées par la société Seaboard Periodicals.

## Histoire
Atlas Comics descend de Timely Comics, la maison d'édition fondée en 1939 par Martin Goodman, sous laquelle ont notamment été créés les personnages Human Torch, Namor et Captain America.
À partir de novembre 1951, Martin Goodman transfère les publications de Timely Comics sous une nouvelle maison d'édition nommée Atlas Comics et utilisant le logo de sa société de distribution en kiosque l’Atlas News Company,.
Céée à la fin de l'Âge d'or des comics, la maison d'édition se diversifie rapidement ses publications en proposant de l'horreur, du western, de la romance, du sport et des romans historiques aussi bien bibliques que médiévaux.
Jusqu'en 1956, Goodman distribue les publications d'Atlas Comics au travers de sa société de distribution en kiosque l’Atlas News Company mais cette dernière est fermée en novembre 1956. Il prend cette décision car il craint les conséquences de la création en 1954 de la Comics Code Authority et du déclin du comics en cette fin Âge d'or des comics. Goodman choisit donc de faire distribuer ses comics par American News Company, mais l'entreprise en situation de monopole ferme brutalement en juin 1957. C'est la plus mauvaise décision de Goodman qui est contraint pour continuer à publier de faire distribuer seulement 8 publications par son rival DC Comics.
Martin Goodman a développé d'autres activités de presse comme la société Magazine Management qui édite des magazines depuis 1947 ou Lion Books créé en 1949 pour des livres.
Lion Books est vendu en 1957 à New American Library tandis que l'activité comics devient une division de Magazine Management, dont l'activité magazine reste florissante. Après épuisement des histoires en cours, Atlas Comics lance quelques nouveaux titres comme Strange Worlds (décembre 1958 à Août 1959), Tales of Suspense et Tales to Astonish (les deux à partir de janvier 1959).
La renaissance de l'éditeur survient quand à l'été 1961, devant le succès de DC Comics, Goodman demande à Stan Lee de lancer une nouvelle série mettant en scène un groupe de super-héros. Lee s'associe à Jack Kirby et ils créent le premier numéro de la série Les Quatre Fantastiques dont le premier numéro sort le 8 août 1961 mais est daté de novembre. Ce premier titre est un succès et d'autres publications sont lancées comme Spider-Man, Iron Man, Hulk, Daredevil et les X-Men.
À l'automne 1968, Martin Goodman vend son groupe de presse Magazine Management à la Perfect Film and Chemical Corporation mais en reste l'éditeur en chef jusqu'en 1972. En 1973, Perfect Film and Chemical Corporation se rebaptise Cadence Industries et renomme sa division presse en Marvel Comics Group, future Marvel Comics.

## Personnages
- Black Knight (en) #1-5 (1955-1956)
- Captain America #76-78 (1954)
- The Human Torch #36-38 (1954)
- Marvel Boy #1-2 (1950-1951)
- Men's Adventures #27-28 (1954)
- Sub-Mariner #33-42 (1954-1955)
- Young Men #24-28 (Dec. 1953-June 1954)
- Yellow Claw #1-4 (1956-1957)
- Patsy Walker (divers séries, 1944-1967)
- Millie the Model (divers séries, 1945-1973)

## Productions

### Magazines
Horreur
- Adventure into Mystery #1-8 (1956-1957)
- Adventures into Terror #43-44 (1950-1954)
- Adventures into Weird Worlds #1-30 (1952-1954)
- Amazing Mysteries #32-35 (1949-1950)
- Astonishing #3-63 (1951-1957) Marvel Boy dans #3-6
- Chamber of Darkness
- Journey into Mystery #1-82 (1952-1962)
- Journey into Unknown Worlds #36-59 (1950-1957)
- Marvel Tales #93-159 (1949-1957) (la numérotation suit celle de Marvel Mystery Comics)
- Menace #1-11 (1953-1954)
- Men's Adventures
- Mystery Tales
- Strange Stories of Suspense
- Strange Tales
- Strange Tales of the Unusual
- Strange Worlds
- Suspense
- Tales of Suspense
- Tales to Astonish
- Uncanny Tales
- Weird Tales Of The Macabre
- World of Fantasy

## Auteurs ayant travaillé pour Atlas Comics
- Jack Kirby
- Al Williamson
- John Buscema
- Don Heck
- Joe Sinnott
- Carl Burgos
- Christopher Rule
- Bill Everett
- Stan Lee
- Paul Reinman